# Psalm 114

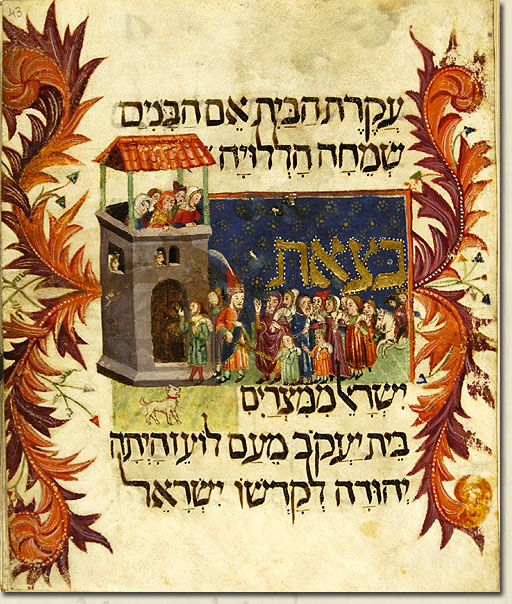
Der Beginn von Psalm 114 in der Kaufmann Haggadah, 14. Jahrhundert: Unter Führung des Mose verlassen die Israeliten eine ägyptische Stadt. Das Anfangswort „Als auszog“ (בצאת) darüber in Goldschrift.

Der 114. Psalm ist ein Psalm aus dem biblischen Buch der Psalmen. In der jüdischen Liturgie ist er Teil des sogenannten ägyptischen Hallels.

## Textüberlieferung
Die handschriftliche Überlieferung des babylonischen Judentums, der auch die Biblia Hebraica Stuttgartensia folgt, grenzt die drei Psalmen 113, 114 und 115 voneinander ab, genau so, wie der Text in modernen Bibelübersetzungen gegliedert ist. Der Hauptstrom der alten Handschriften behandelt Ps 114 und 115 dagegen als Einheit und nimmt noch das abschließende Halleluja aus Psalm 113 hinzu: so der Codex Leningradensis (Petropolitanus) und der Aleppo-Codex. Unter den alten Übersetzungen bieten zum Beispiel die Septuaginta (Codex Sinaiticus), beide Vulgata-Versionen und die syrische Peschitta diese Texteinteilung. „Es scheint, dass die Kompilation von Ps 114 mit Ps 115 die klassische tiberiensische Tradition war.“ Obwohl sich die Tradition, Psalm 114 und Psalm 115 als Einheit zusammenzuziehen, auf gewichtige Zeugen stützen kann, spricht die inhaltliche Geschlossenheit von Psalm 114 doch dafür, dass diese Kombination nicht ursprünglich war.

## Inhalt
Die poetische Qualität des 114. Psalms wurde vielfach gerühmt. Johann Gottfried Herder bezeichnete ihn als „Eine der schönsten Oden in allen Sprachen.“ Bekannt ist das Urteil eines klassischen Psalmenkommentars:

„Der Psalm ragt unter seinesgleichen durch frische Anschaulichkeit, schlagende Kürze, strenge Einheitlichkeit und schönes Ebenmaß hervor.“

Psalm 114 lässt sich folgendermaßen gliedern:
- Verse 1–2: Israels Ursprungsgeschichte – der Exodus aus Ägypten, der Einzug ins Gelobte Land.
- Verse 3–4: Reaktionen von Meer und Jordan, Bergen und Hügeln.
- Verse 5–6: Frage nach dem Grund dieser Reaktionen.
- Verse 7–8: Antwort: Aufforderung an die Erde, JHWH zu huldigen.

## Einzelaspekte
Für das Verständnis des ganzen Psalms ist die Interpretation von Vers 4 entscheidend. Das Verb r-ḳ-d (רקד) werden oft als ein „Beben“ der Berge verstanden (altorientalisches Theophaniemotiv); das ist aber nicht zwingend. Denn in der Hebräischen Bibel bezeichnet das gleiche Verb auch den Freudentanz von Menschen und das Hüpfen von Tieren, z. B. Lämmern, als Ausdruck von Lebensfreude.
Daraus ergibt sich das Verständnis des vierten Teils. Zur Auswahl stehen zwei ähnliche Verben, die wahrscheinlich auf die gleiche Wurzel zurückgehen: ḥ-ṿ-l (חול) „sich wenden, im Reigen tanzen“ und ḥ-y-l (חיל) „sich winden, erbeben.“ Die Bibelübersetzungen entscheiden sich unterschiedlich:
- „Vor dem Herrn erbebe, du Erde, vor dem Gott Jakobs!“ (Lutherbibel 2018, ähnlich Elberfelder und Zürcher Bibel). Eine kommunikative Bibelübersetzung, zum Beispiel die Gute Nachricht Bibel, macht deutlich, was hier gemeint ist: „Ja, Erde, erbebe vor dem Herrn, zittere, wenn der Gott Jakobs sich zeigt!“
- „Vor dem Angesicht des Herrn tanze, du Erde, vor dem Angesicht des Gottes Jakobs!“ (Revidierte Einheitsübersetzung, ähnlich schon der Münsterschwarzacher Psalter).

Die letztere Deutung wurde im deutschsprachigen Raum besonders von Norbert Lohfink vertreten (Das tanzende Land, 1994). Der Schluss von Psalm 114 rufe folgendes Bild auf: So wie siegreiche Könige bei ihrer Rückkehr aus dem Kampf mit Reigentänzen und Trommeln empfangen wurden, solle die ganze Erde JHWH, dem auf dem Zion verehrten Gott, huldigen.